# 勒兹
勒兹（法語：Leuze，法語發音：[løz]）是法国上法蘭西大區埃纳省的一个市镇，属于韦尔万区。

## 地理
勒兹（49°51'5"N, 4°9'42"E）面积10.19 平方千米，位于法国上法蘭西大區埃纳省，该省份为法国北部内陆省份，北起北部省，西接索姆省和瓦兹省，东临阿登省和马恩省，西南至塞纳-马恩省，东北部与比利时接壤。
与勒兹接壤的市镇（或旧市镇、城区）包括：阿尼马丹略、欧邦通、博梅、马蒂尼、瓦蒂尼。

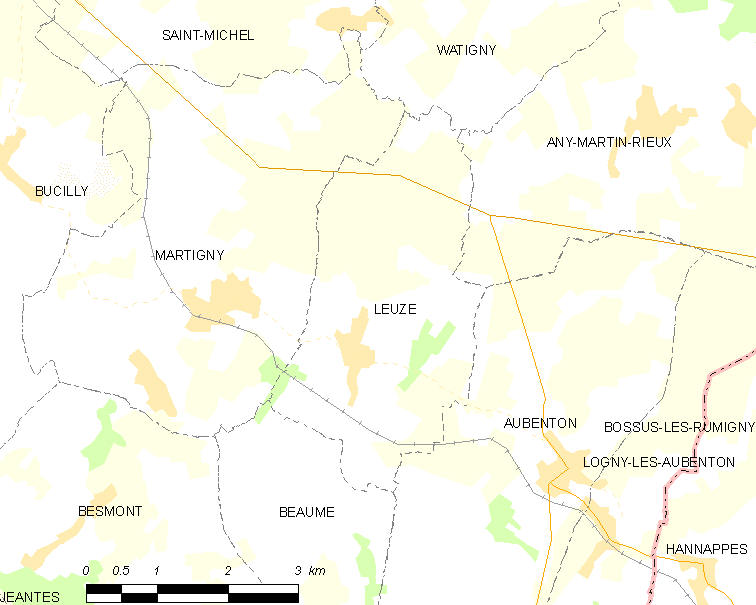
勒兹的OSM定位图

勒兹的时区为UTC+01:00、UTC+02:00（夏令时）。

## 行政
勒兹的邮政编码为02500，INSEE市镇编码为02425。

## 政治
勒兹所属的省级选区为伊尔松县。

## 人口

1962-2008年间勒兹人口变化图示

勒兹于2022年1月1日时的人口数量为187人。